# La Guerra de Navarra
La Guerra de Navarra, también conocida como La guerra civil en Pamplona o La Guerra de la Navarrería, según las ediciones, es una poema medieval del siglo XIII escrita en lengua occitana atribuido al trovador originario de Toulouse, Guilhem de Anelier (o Guillermo de Anelier). La obra, que originalmente no presenta título alguno, recoge los sucesos acaecidos durante la Guerra de la Navarrería de 1276, vividos en primera persona por el autor que acompañó al senescal tolosano Eustaquio de Beaumarchais en la expedición contra Pamplona que encabezaba como gobernador del reino de Navarra.  
El poema se conserva en un manuscrito que forma un cuaderno en cuarto menor de 145 folios de pergamino vitela, depositado en la Real Academia de la Historia.

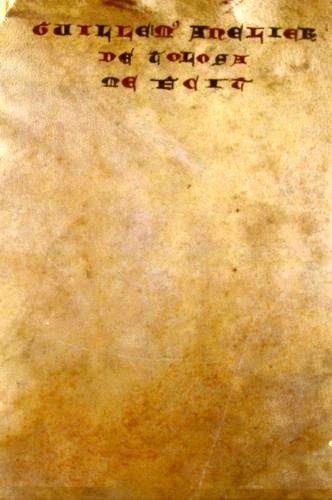
Cubierta del manuscrito de la Real Academia de la Historia donde se indica la autoría

## Contexto histórico: literatura occitana en Navarra
En 1950 el filólogo español Martín de Riquer afirmaba que «el cultivo de la literatura provenzal en tierras navarras nada tiene de extraño, pues no en vano esta lengua era hablada y escrita allí.» En efecto, esta «modalidad lingüística románica, de origen ultrapirenaico [estuvo] vigente en Navarra durante los siglos XI al XIV, como consecuencia de las inmigraciones procedentes del sur de Francia.» Sin embargo, hasta fechas recientes —en que se ha redimensionado su alcance muy a la baja—, gracias a la existencia de documentación medieval redactada en esta lengua (como el Fuero de Estella, 1164), «junto a la presunción, equivocada, del castellano como lengua medieval de Navarra» se «ha mantenido velada durante siglos la existencia de la modalidad románica autóctona, el romance navarro», lengua que, gracias a las investigaciones sistemáticas emprendidas desde los años 70, ha ocupado su posición hasta el punto que se puede afirmar que «en romance navarro está escrita la práctica totalidad de la documentación medieval navarra, pública y privada.»
Sin embargo, desde el punto de vista literario, son varios «los cultivadores de la antigua poesía provenzal» originarios del reino de Navarra. Un buen poeta épico fue Guillermo de Tudela, «autor de la primera parte de la famosa Cansó de la crosada contra los albigenses», que, además, proyectó escribir otra canción de gesta sobre la batalla de las Navas de Tolosa, «que, si llegó a acabarla, desgraciadamente se ha perdido.»

Siguiendo el ejemplo de Guillermo de Tudela se sitúa esta guerra civil de Navarra (1276-77) cantadas por Guillermo de Anelier de Tolosa en una composición muy similar (por las métricas, recursos estilísticos y literarios empleados) a la mencionada Cansó, que demuestra la difusión que tuvo esa primera obra por todo reino.

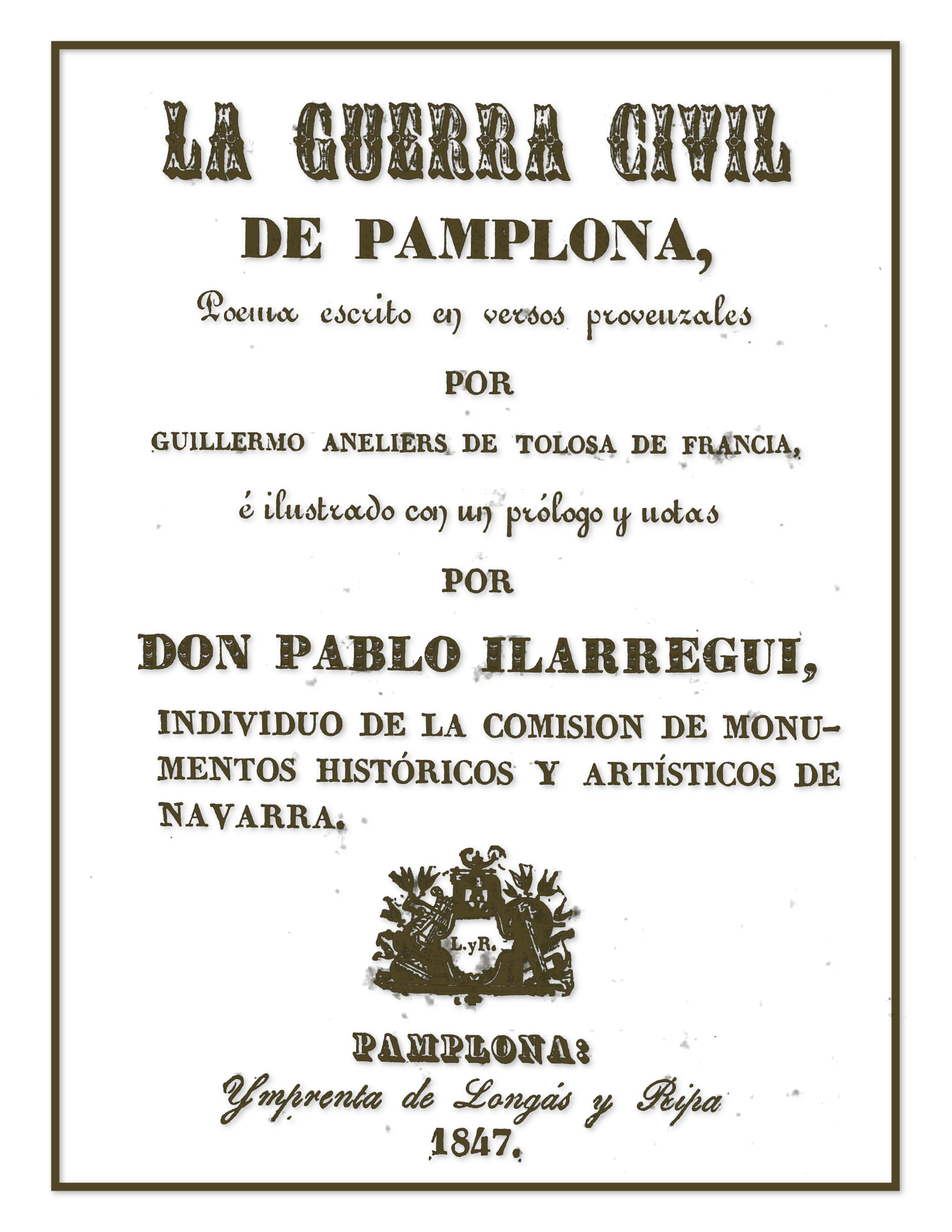
Portada de la primera edición de Pablo Ilarregui en 1847

## Historia del manuscrito

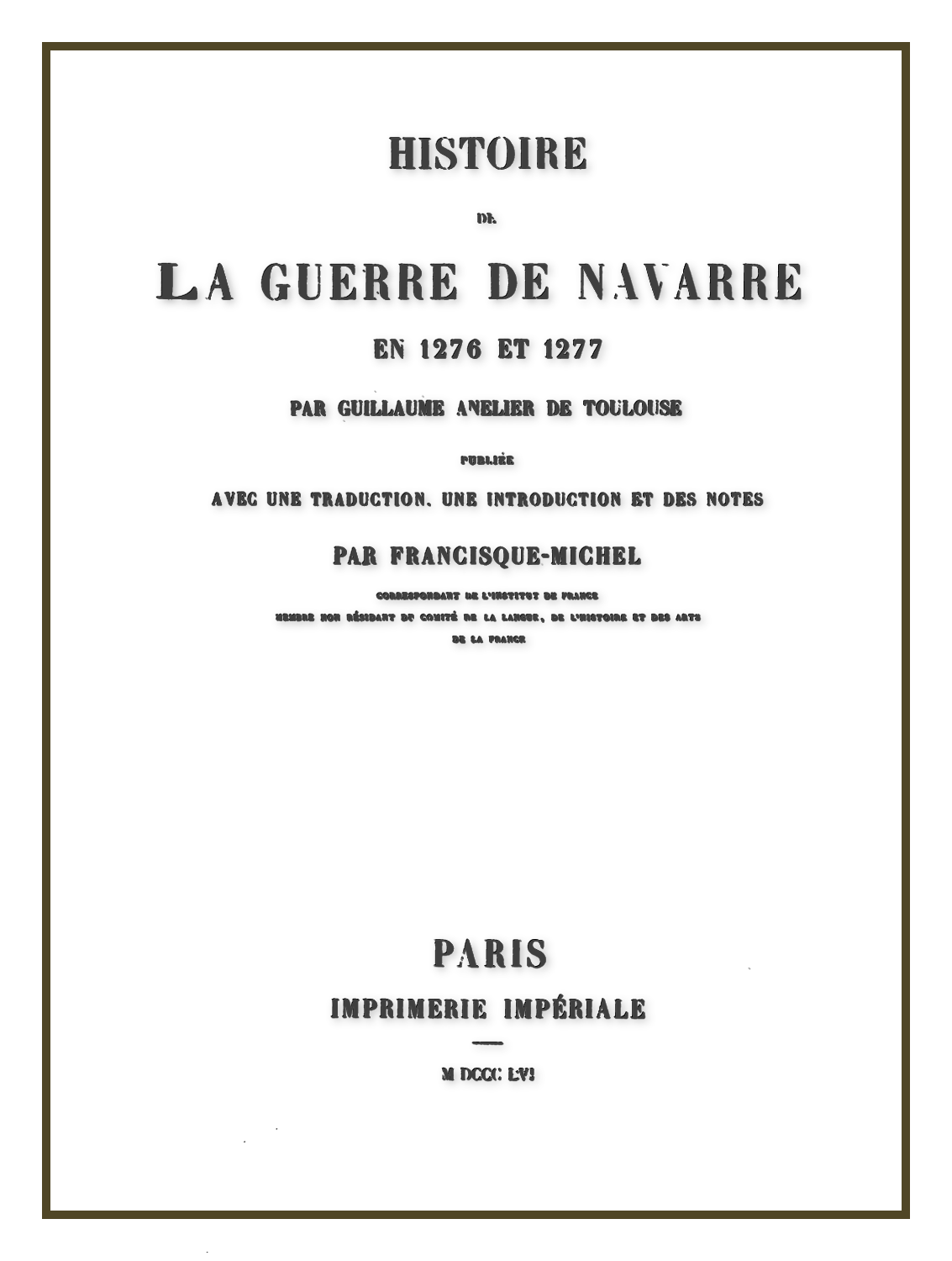
Histoire de la Guerre de Navarre en 1276 et 1277 (1856)

Del manuscrito original no se sabe con precisión su fecha de redacción, entre 1280 en adelante o ya de principios del siglo XIV.  Hay indicios, incluso, según algunos autores, de que el manuscrito conservado en la Real Academia de la Historia, sobre el que han basado sus estudios la mayoría de investigadores, fuera una copia no controlada por el poeta.
Al calor de las desamortizaciones de mediados del siglo XIX, la Comisión de Monumentos Históricos y Artísticos de Navarra encarga a su vocal, Pablo Ilarregui Alonso, la inspección de la biblioteca del monasterio de Fitero. Tras su estudio y transcripción, el mismo Ilarregui publica su transcripción y estudio crítico en 1847. En él deja constancia el autor que no ha podido «averiguar de qué se adquirió ese libro por el monasterio».
Posteriormente, a instancias del ministro galo de instrucción pública, esta obra fue copiada en el monasterio de Fitero por Francisque Michel, autor que ya publicó el Cantar de Roldán, y que la tradujo al francés. En 1856 se publica en París acompañado de una introducción y unas notas.

## Ediciones
Con ocasión del sesquicentenario de la primera edición de Ilarregui, el Gobierno de Navarra publicó la obra completa acompañada de un estudio crítico y sendas traducciones:
- Anelier de Toulouse, Guilhem (1995). La Guerra de Navarra. I: Edición facsímil del manuscrito de la Real Academia de Historia. Pamplona: Gobierno de Navarra. ISBN 9788423513468. OCLC 977144985.
- Anelier de Toulouse, Guilhem (1995). La Guerra de Navarra. II: Estudio crítico y edición del texto original occitano y de las traducciones al castellano y al euskera a cargo de Maurice Berthe, Ricardo Cierbide, Xabier Kintana y Julián Santano Moreno. Pamplona: Gobierno de Navarra. p. 523. ISBN 9788423513475. OCLC 977144985.

## Estructura de la obra
Escrito en dialecto tolosano, el patrón base de partida es la Canción de la Cruzada contra los Albiguenses obra de Guillermo de Tudela.
Muestra el códice una redacción en escritura gótica libraria de finales del siglo XIII.
Sus páginas contienen blasones, letras e iniciales miniadas, y su encuadernación que aún conservaba, era de madera recubierta de cuero, «sobre el que se ven seis escudos de cobre, notándose que según las señales debió de tener 8».
El poema consta de 5.118 versos dodecasílabos, con hemistiquios de seis, divididos en 104 cantos o estrofas de desigual extensión. Cada estrofa termina con un hemistiquio, que se repite en el verso siguiente. El más breve es el primero, con 12 versos; el más extenso, el XCVIII, con 132.  
La división numerada en cantos no figura en el manuscrito original, pero fue establecida por Ilarregui en base a «la diversidad de la rima y por el tamaño mayor de la primera letra con varios adornos».
Tampoco tiene el poema título alguno ya que comienza directamente con la invocación In nomine Patris… tras el verso ya citado sobre la autoría. También consta que faltan varios folios, al principio, en el interior y al final.